# Список элдорменов Бамборо
Список элдорменов Бамборо (древнеанглийское: Bebbanburh; древнеирландское: Dún Guaire; бриттское: Din Guairoi) — список элдорменов (графов) замка Бамборо, которые в эпоху эпоху викингов владели всей северной частью Нортумбрии — Берницией.
В современных источниках называются встречается термин «графство Бамбург» (англ. Earldom of Bamburgh), которое в такой форме просуществовало около 200 лет, образовавшись после нападения викингов на англосаксонское королевство в конце IX век. Графство прекратило своё существование после нормандского завоевания в XI веке. После этого периода правителями в этих землях считались уже графы Нортумбрии.

## Элдормены Бамборо
- Эдвульф (867—913)[3][4]
- Элдред I (913—927)[3]
- Освульф (927 — ок.963)[3]
- Эдвульф II Злое Дитя (c 963)[5]
- Вальтеоф (до 1006)[2]
- Нортман (994)
- Ухтред (1006—1016)[3][6]
- Эдвульф Кудел (1017—1019)[2]
- Элдред (1019—1038)[3]
- Эдвульф III (1038—1041)[3]
- Далее графы Нортумбрии.